# Auguste Charlois
Auguste Honoré Charlois (La Cadière-d'Azur, Var, 26 de novembre del 1864 - 26 de març del 1910) fou un astrònom francès que descobrí 112 asteroides treballant a Niça. L'asteroide (1510) Charlois porta el seu nom.
| (267) Tirza       | 27 de maig del 1887     |
| (272) Antonia     | 4 de febrer del 1888    |
| (277) Elvira      | 3 de maig del 1888      |
| (282) Clorinde    | 28 de gener del 1889    |
| (283) Emma        | 8 de febrer del 1889    |
| (284) Amalia      | 29 de maig del 1889     |
| (285) Regina      | 3 d'agost del 1889      |
| (289) Nenetta     | 10 de març del 1890     |
| (293) Brasilia    | 20 de maig del 1890     |
| (294) Felicia     | 15 de juliol del 1890   |
| (296) Phaëtusa    | 19 d'agost del 1890     |
| (297) Caecilia    | 9 de setembre del 1890  |
| (298) Baptistina  | 9 de setembre del 1890  |
| (300) Geraldina   | 3 d'octubre del 1890    |
| (302) Clarissa    | 14 de novembre del 1890 |
| (305) Gordonia    | 16 de febrer del 1891   |
| (307) Nike        | 5 de març del 1891      |
| (310) Margarita   | 16 de maig del 1891     |
| (311) Claudia     | 11 de juny del 1891     |
| (312) Pierretta   | 28 d'agost del 1891     |
| (314) Rosalia     | 1 de setembre del 1891  |
| (316) Goberta     | 8 de setembre del 1891  |
| (317) Roxane      | 11 de setembre del 1891 |
| (318) Magdalena   | 24 de setembre del 1891 |
| (319) Leona       | 8 d'octubre del 1891    |
| (327) Columbia    | 22 de març del 1892     |
| (331) Etheridgea  | 1 d'abril del 1892      |
| (336) Lacadiera   | 19 de setembre del 1892 |
| (337) Devosa      | 22 de setembre del 1892 |
| (338) Budrosa     | 25 de setembre del 1892 |
| (344) Desiderata  | 15 de novembre del 1892 |
| (345) Tercidina   | 23 de novembre del 1892 |
| (346) Hermentaria | 25 de novembre del 1892 |
| (347) Pariana     | 28 de novembre del 1892 |
| (348) May         | 28 de novembre del 1892 |
| (349) Dembowska   | 9 de desembre del 1892  |
| (350) Ornamenta   | 14 de desembre del 1892 |
| (354) Eleonora    | 17 de gener del 1893    |
| (355) Gabriella   | 20 de gener del 1893    |
| (356) Ligúria     | 21 de gener del 1893    |
| (357) Ninina      | 11 de febrer del 1893   |
| (358) Apol·lònia  | 8 de març del 1893      |
| (359) Georgia     | 10 de març del 1893     |
| (360) Carlova     | 11 de març del 1893     |
| (361) Bononia     | 11 de març del 1893     |
| (362) Havnia      | 12 de març del 1893     |
| (363) Padua       | 17 de març del 1893     |
| (364) Isara       | 19 de març del 1893     |
| (365) Corduba     | 21 de març del 1893     |
| (366) Vincentina  | 21 de març del 1893     |
| (367) Amicitia    | 19 de maig del 1893     |
| (368) Haidea      | 19 de maig del 1893     |
| (370) Modestia    | 14 de juliol del 1893   |
| (371) Bohemia     | 16 de juliol del 1893   |
| (372) Palma       | 19 d'agost del 1893     |
| (373) Melusina    | 15 de setembre del 1893 |
| (374) Burgundia   | 18 de setembre del 1893 |
| (375) Úrsula      | 18 de setembre del 1893 |
| (376) Geometria   | 18 de setembre del 1893 |
| (377) Campania    | 20 de setembre del 1893 |
| (378) Holmia      | 6 de desembre del 1893  |
| (379) Huenna      | 8 de gener del 1894     |
| (380) Fiducia     | 8 de gener del 1894     |
| (381) Myrrha      | 10 de gener del 1894    |
| (382) Dodona      | 29 de gener del 1894    |
| (383) Janina      | 29 de gener del 1894    |
| (388) Charybdis   | 7 de març del 1894      |
| (389) Industria   | 8 de març del 1894      |
| (395) Delia       | 30 de novembre del 1894 |
| (396) Aeolia      | 1 de desembre del 1894  |
| (397) Vienna      | 19 de desembre del 1894 |
| (398) Admete      | 28 de desembre del 1894 |
| (400) Ducrosa     | 15 de març del 1895     |
| (402) Chloë       | 21 de març del 1895     |
| (403) Cyane       | 18 de maig del 1895     |
| (404) Arsinoë     | 20 de juny del 1895     |
| (405) Thia        | 23 de juliol del 1895   |
| (406) Erna        | 22 d'agost del 1895     |
| (409) Aspasia     | 9 de desembre del 1895  |
| (410) Chloris     | 7 de gener del 1896     |
| (411) Xanthe      | 7 de gener del 1896     |
| (414) Liriope     | 16 de gener del 1896    |
| (416) Vaticana    | 4 de maig del 1896      |
| (423) Diotima     | 7 de desembre del 1896  |
| (424) Gratia      | 31 de desembre del 1896 |
| (425) Cornelia    | 28 de desembre del 1896 |
| (426) Hippo       | 25 d'agost del 1897     |
| (427) Galene      | 27 d'agost del 1897     |
| (429) Lotis       | 23 de novembre del 1897 |
| (430) Hybris      | 18 de desembre del 1897 |
| (431) Nephele     | 18 de desembre del 1897 |
| (432) Pythia      | 18 de desembre del 1897 |
| (437) Rhodia      | 16 de juliol del 1898   |
| (438) Zeuxo       | 8 de novembre del 1898  |
| (441) Bathilde    | 8 de desembre del 1898  |
| (451) Patientia   | 4 de desembre del 1899  |
| (453) Tea         | 22 de febrer del 1900   |
| (498) Tokio       | 2 de desembre del 1902  |
| (537) Pauly       | 7 de juliol del 1904    |